# 吉村尚郎
吉村 尚郎（よしむら たかお）は、富山テレビのアナウンサー。愛称はよっしー。

## 現在の担当番組
- ライブBBT（月曜日 - 水曜日）

## 過去の担当番組
- Youドキッ!たいむ
- BBTスーパーニュース チャンネル8
- BBTチャンネル8
- フルサタ!
- BBTニュース
- FNN北陸中日新聞 日曜夕刊

など